# Pikrylaminodinitropyridin
Pikrylaminodinitropyridin (PYX) ist eine energiereiche aromatische Nitroverbindung, die zur Herstellung von besonders hitzebeständigen Sprengstoffen für die Erdölexploration verwendet wird.

## Eigenschaften
PYX ist ungiftig und nicht hautreizend. Es hat die beste Temperaturbeständigkeit aller bekannten hochbrisanten Sprengstoffe, ist jedoch etwas weniger brisant als Hexanitrostilben.

## Gewinnung und Darstellung
Durch Erhitzen von 2,6-Diaminopyridin C5H7N3 und Pikrylchlorid in wasserfreiem Ethanol mit Natriumhydrogencarbonat entsteht 2,6-Bis(pikrylamino)pyridin (BPAP), aus welchem durch Nitrierung mit hoch konzentrierter Salpetersäure PYX erhalten wird.

## Verwendung
PYX dient zur Herstellung von Hohlladungen für den Einsatz bei hohen Umgebungstemperaturen bis 260 °C und hohen Drücken bis 150 MPa. Es wird in großen Mengen bei der Ausbeutung von Erdöllagerstätten verwendet.